# Panneau de signalisation d'une zone d'obligation d'équipements en période hivernale en France
Le panneau de signalisation d'une zone d'obligation d'équipements en période hivernale est, en France, un panneau rectangulaire à fond blanc et bordé d'un listel rouge, qui signale à l'usager de la voie publique que des équipements spéciaux hivernaux, tels que des pneumatiques hiver ou des chaînes à neige, sont obligatoires durant une période donnée. Ce panneau est codifié B58.
Le panneau de fin de prescription utilise une ligne diagonale noire et les mêmes pictogrammes ; il est codifié B59.

## Histoire

### Répondre aux problématiques de circulation des véhicules mal équipés
Le décret no 2020-1264 du 16 octobre 2020 rend obligatoire l'équipement de certains véhicules en période hivernale afin de « répondre à la problématique des blocages de circulation » provoqués par des véhicules non ou mal équipés lors d'épisodes neigeux. Des pays européens comme l'Allemagne ou le Luxembourg ont déjà rendu obligatoires les pneus hiver.
Les dispositifs concernent certaines catégories de véhicules, dans certaines communes définies par arrêté des préfets de département. Ces dispositions sont applicables du 1er novembre au 31 mars ; le décret est applicable depuis le 1er novembre 2021.

### Création des panneaux de signalisation
Deux panneaux de signalisation sont créés par l'arrêté du 23 juin 2021, codifiés B58 et B59 :
- B58 : Entrée de zone d'obligation d'équipements en période hivernale ;
- B59 : Sortie de zone d'obligation d'équipements en période hivernale.

### Zones concernées par l'obligation des équipements hivernaux
Les zones où les équipements hivernaux sont obligatoires devaient être initialement déployés dans 48 départements situés, en totalité ou en partie, dans des massifs montagneux (Alpes, Pyrénées, Massif central, Jura, Vosges). Cette obligation est généralisée à l'ensemble du département ou à une partie de leur territoire :
- six départements imposent ces équipements dans toutes les communes[Note 1] ;
- vingt-huit départements ne l'imposent que dans certaines communes[Note 2] ;
- quatorze départements sont revenus sur leur décision[Note 3] en ne rendant pas les équipements obligatoires, invoquant la topographie, l'accidentologie ou l'absence d'activité touristique hivernale[4].

## Usage
Le panneau B58 indique aux conducteurs de véhicules qu'ils doivent être équipés de chaînes à neige ou de pneumatiques hiver. Il est complété par le panonceau M11b1 portant la mention « du 01/11 au 31/03 ».
Si la zone concerne l'ensemble des communes d'un département, un panonceau M9z « sur l'ensemble du département » est ajouté en-dessous du panonceau M11b1.
Le panneau d'entrée peut être utilisé en signalisation avancée ; dans ce cas, il est complété par un panonceau M1.
Dans le cas d'une continuité de zone avec un département limitrophe, « la signalisation d'entrée de zone devra être installée à la limite entre ces deux départements, pour matérialiser le changement de zone juridique. Elle peut être complétée par un panonceau M9z portant la mention « RAPPEL » ».
La sortie de zone est indiquée par le panneau B59.

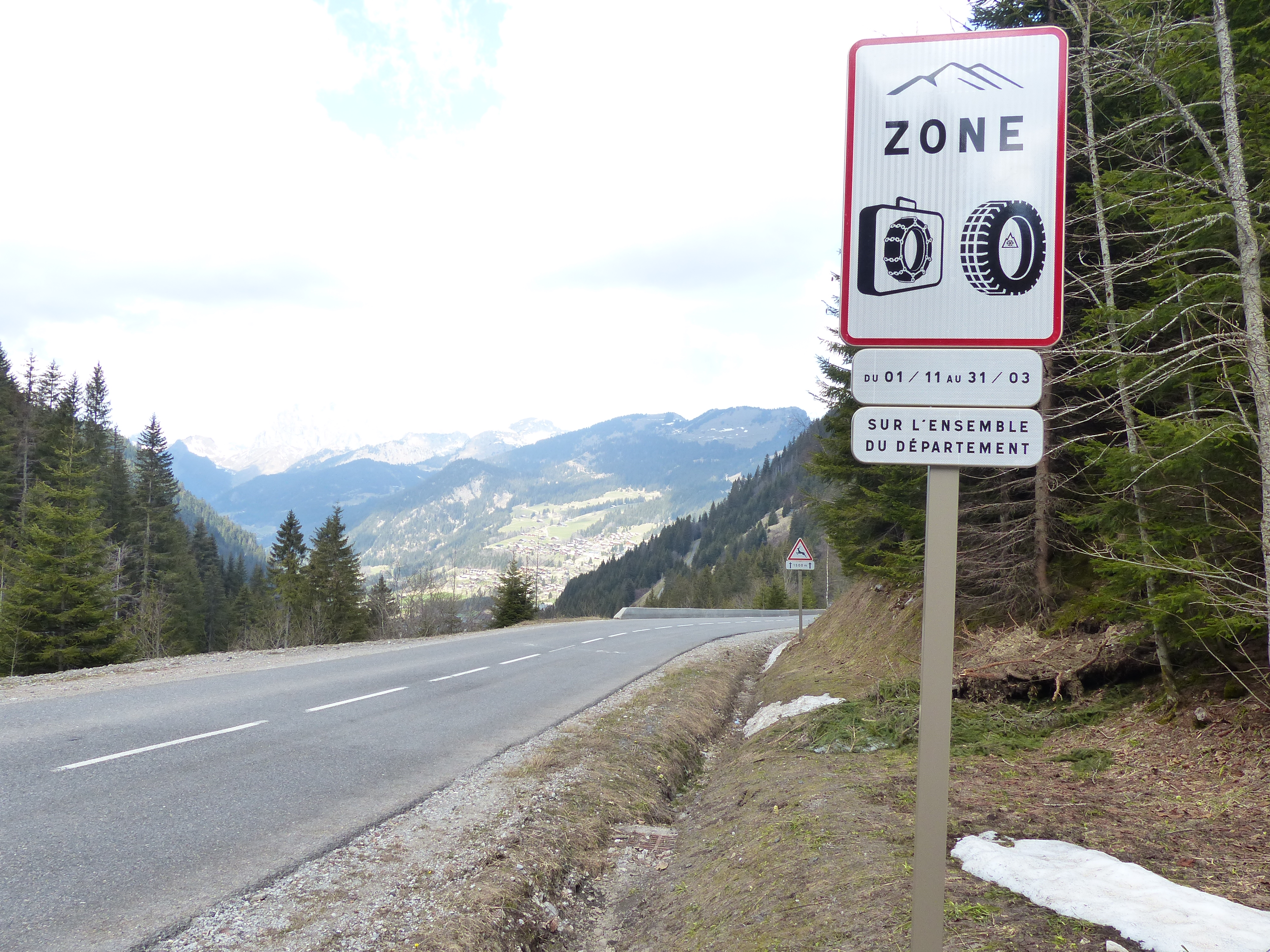
Entrée de zone (pas de Morgins, Haute-Savoie).
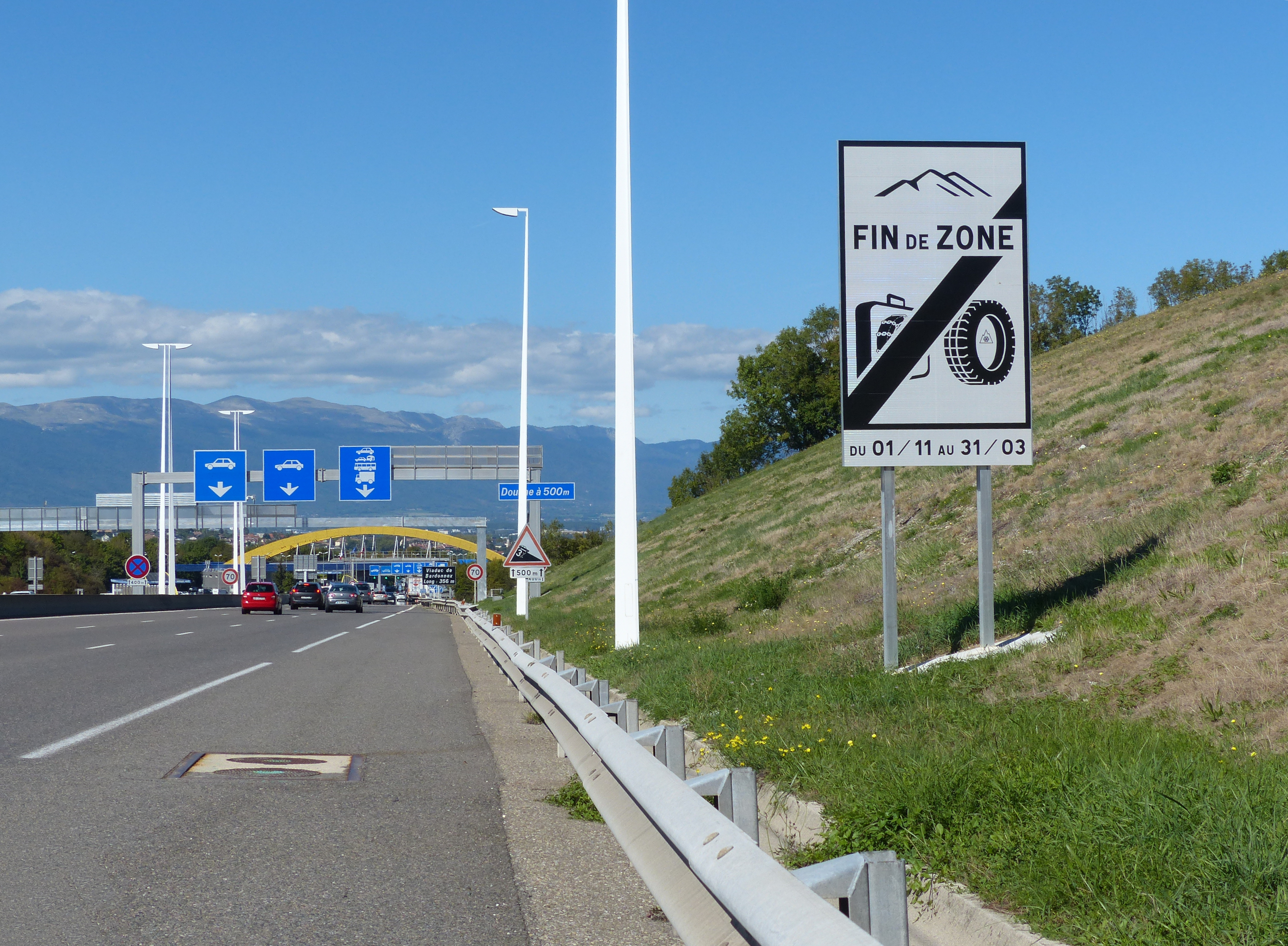
Sortie de zone (autoroute A41).

## Dimensions
Il existe trois dimensions pour ce panneau : 600 × 900 mm, 1 200 × 1 800 mm et 1 600 × 2 400 mm.

## Implantation

### Implantation longitudinale
Les panneaux de prescription sont placés au voisinage immédiat de l'endroit où la prescription commence à s'imposer. Ils doivent être répétés après chaque intersection autre que celles avec des voies privées non ouvertes à la circulation publique ou des chemins de terre.

### Distance du bord de chaussée

Implantation d'un panneau de prescription sur trottoir en agglomération

Sauf contrainte de site, la distance entre l'aplomb de l'extrémité du panneau situé du côté de la chaussée et la rive voisine de cette extrémité ne doit pas être inférieure à 0,70 m.
En rase campagne, les panneaux sont placés en dehors de la zone située en bord de chaussée et traitée de telle façon que les usagers puissent y engager une manœuvre de redirection ou de freinage dite « zone de récupération », ou leur support au minimum à 2 m du bord voisin de la chaussée, à moins que des circonstances particulières s'y opposent (accotements étroits, présence d'une plantation, d'une piste cyclable, d'une voie ferrée, etc.).
En agglomération, les panneaux sont placés de manière à minimiser la gêne des piétons.
Le support d'un signal peut aussi être implanté sur une propriété riveraine ou ancré à une façade après accord du propriétaire ou par application si cela est possible en vertu du décret-loi du 30 octobre 1935 et du décret 57-180 du 16 février 1957.

### Hauteur au-dessus du sol
En rase campagne, la hauteur réglementaire est fixée en principe à 1 m (si plusieurs panneaux sont placés sur le même support, cette hauteur est celle du panneau inférieur), hauteur assurant généralement la meilleure visibilité des panneaux frappés par les feux des véhicules. Elle peut être modifiée compte tenu des circonstances locales soit pour assurer une meilleure visibilité des panneaux, soit pour éviter qu'ils masquent la Circulation.
En agglomération, lorsqu’il y a un éclairage public, les panneaux peuvent être placés à une hauteur allant jusqu'à 2,30 m pour tenir compte notamment des véhicules qui peuvent les masquer, ainsi que de la nécessité de ne gêner qu'au minimum la circulation des piétons.

### Position de la face
Le plan de face avant d'un panneau implanté sur accotement ou trottoir doit être légèrement incliné de 3 à 5° vers l'extérieur de la route afin d'éviter le phénomène de réflexion spéculaire qui peut, de nuit, rendre le panneau illisible pendant quelques secondes.

## Visibilité de nuit
Les panneaux et panonceaux de signalisation doivent être visibles et garder le même aspect de nuit comme de jour. Les signaux de danger sont tous rétroréfléchissants ou éventuellement dans certaines conditions, éclairés.
Les revêtements rétroréfléchissants doivent avoir fait l'objet, soit d'une homologation, soit d'une autorisation d'emploi à titre expérimental. La rétroréflectorisation porte sur toute la surface des panneaux et panonceaux à l'exception des parties noires.